# Campeonato Italiano de Ginástica Artística
O Campeonato Italiano de Ginástica Artística (em italiano: Campionati italiani assoluti di ginnastica artistica) é a competição individual de mais alto nível em ginástica artística na Itália. A primeira edição foi realizada no ano de 1925.
A competição é organizada pela Federação Italiana de Ginástica (FGI) e incluem competições masculinas e femininas em disciplinas de ginástica padrão.
Os campeonatos são chamados de "assoluti" ("absolutos") no sentido de que todos os ginastas, sem distinção de categorias entre juniores e seniores, podem competir neles. O vencedor reivindica o título de "Campeão da Itália".

## Vencedores
| Ano  | Vencedor            | Clube                                 |
| ---- | ------------------- | ------------------------------------- |
| 1925 | Vittorio Lucchetti  | S.G.Colombo Genova                    |
| 1926 | Vittorio Lucchetti  | S.G.Colombo Genova                    |
| 1927 | Giuseppe Paris      | S.G. Forza e Coraggio Milano          |
| 1928 | Romeo Neri          | G.S. Lancia Torino                    |
| 1929 | Romeo Neri          | U.S. Forti e Liberi Ravenna           |
| 1930 | Romeo Neri          | U.S. Forti e Liberi Ravenna           |
| 1931 | Mario Lertora       | S.G.Colombo Genova                    |
| 1932 | Mario Morandi       | S.G. Panaro Modena                    |
| 1933 | Romeo Neri          | S.G. Libertas Rimini                  |
| 1934 | Natale Amedeo       | U.S. Alessandria Alessandria          |
| 1935 | Savino Guglielmetti | Ginnastica ProPatria                  |
| 1936 | Danilo Fioravanti   | Ginnastica ProPatria                  |
| 1937 | Savino Guglielmetti | Ginnastica ProPatria                  |
| 1938 | Savino Guglielmetti | Ginnastica ProPatria                  |
| 1939 | Savino Guglielmetti | Ginnastica ProPatria                  |
| 1940 | Savino Guglielmetti | Ginnastica ProPatria                  |
| 1941 | Natale Amedeo       | Ginnastica Fratellanza                |
| 1942 | Natale Amedeo       | Ginnastica Fratellanza                |
| 1945 | Ettore Perego       | Ginnastica ProLissone                 |
| 1946 | Danilo Fioravanti   | G.S. Vigili del Fuoco 52° (MI)        |
| 1947 | Ettore Perego       | Ginnastica ProLissone                 |
| 1948 | Guido Figone        | S.G. Pro Chiavari Chiavari            |
| 1949 | Guido Figone        | S.G. Pro Chiavari Chiavari            |
| 1950 | Guido Figone        | S.G. Pro Chiavari Chiavari            |
| 1951 | Guido Figone        | S.G. Pro Chiavari Chiavari            |
| 1952 | Guido Figone        | S.G. Pro Chiavari Chiavari            |
| 1953 | Guido Figone        | S.G. Pro Chiavari Chiavari            |
| 1954 | Guido Figone        | S.G. Pro Chiavari Chiavari            |
| 1955 | Guido Figone        | S.G. Pro Chiavari Chiavari            |
| 1956 | Orlando Polmonari   | Palestra Ginnastica Ferrara           |
| 1957 | Arrigo Carnoli      | S.S. Edera Ravenna                    |
| 1958 | Pasquale Carminucci | S.D. Adrianova S. Ben. Tronto         |
| 1959 | Angelo Vicardi      | G.S. Vigili del Fuoco Galimberti (MI) |
| 1960 | Franco Menichelli   | Ginnastica Romana                     |
| 1961 | Giovanni Carminucci | G.S. Vigili del Fuoco Brunetti (Roma) |
| 1962 | Franco Menichelli   | Ginnastica Romana                     |
| 1963 | Franco Menichelli   | Ginnastica Romana                     |
| 1964 | Franco Menichelli   | Ginnastica Romana                     |
| 1965 | Franco Menichelli   | Ginnastica Romana                     |
| 1966 | Franco Menichelli   | Ginnastica Romana                     |
| 1967 | Giovanni Carminucci | G.S. Vigili del Fuoco Brunetti (Roma) |
| 1968 | Giovanni Carminucci | G.S. Vigili del Fuoco Brunetti (Roma) |
| 1969 | Aquilino Santoro    | G.S. Vigili del Fuoco Brunetti (Roma) |
| 1970 | Giovanni Carminucci | G.S. Vigili del Fuoco Brunetti (Roma) |
| 1971 | Maurizio Montesi    | U.S. Forti e Liberi Forlì             |
| 1972 | Maurizio Milanetto  | Ginnastica Ardor Padova               |
| 1973 | Maurizio Montesi    | G.S. Vigili del Fuoco Brunetti (Roma) |
| 1974 | Maurizio Milanetto  | Ginnastica Ardor Padova               |
| 1975 | Maurizio Milanetto  | Ginnastica Ardor Padova               |
| 1976 | Angelo Zucca        | G.S. Vigili del Fuoco Brunetti (Roma) |
| 1977 | Angelo Zucca        | Amsicora Cagliari                     |
| 1978 | Angelo Zucca        | Amsicora Cagliari                     |
| 1979 | Rocco Amboni        | S.G. Bergamo                          |
| 1980 | Rocco Amboni        | G.S. Vigili del Fuoco Brunetti (Roma) |
| 1981 | Corrado Colombo     | Libertas Novara                       |
| 1982 | Diego Lazzarich     | Spes Mestre                           |
| 1982 | Vittorio Allievi    | Ginnastica Meda                       |
| 1983 | Diego Lazzarich     | Spes Mestre                           |
| 1984 | Vittorio Allievi    | G.S. Vigili del Fuoco Galimberti (MI) |
| 1985 | Vittorio Allievi    | G.S. Vigili del Fuoco Galimberti (MI) |
| 1986 | Antonio Trecate     | Virtus Gallarate                      |
| 1987 | Boris Preti         | Virtus Gallarate                      |
| 1988 | Boris Preti         | Virtus Gallarate                      |
| 1989 | Jury Chechi         | Ginnastica Etruria                    |
| 1990 | Jury Chechi         | Ginnastica Etruria                    |
| 1991 | Jury Chechi         | Ginnastica Etruria                    |
| 1992 | Jury Chechi         | Ginnastica Etruria                    |
| 1993 | Jury Chechi         | Ginnastica Etruria                    |
| 1994 | Boris Preti         | Virtus Gallarate                      |
| 1995 | Jury Chechi         | Ginnastica Etruria                    |
| 1996 | Robero Galli        | Virtus Gallarate                      |
| 1997 | Bruno Malaspina     | Nardi Juventus                        |
| 1998 | Robero Galli        | Virtus Gallarate                      |
| 1999 | Robero Galli        | Virtus Gallarate                      |
| 2000 | Igor Cassina        | Ginnastica Meda                       |
| 2001 | Matteo Morandi      | Casati Arcore                         |
| 2002 | Matteo Morandi      | Casati Arcore                         |
| 2003 | Enrico Pozzo        | Libertas Vercelli                     |
| 2004 | Enrico Pozzo        | Libertas Vercelli                     |
| 2005 | Enrico Pozzo        | Libertas Vercelli                     |
| 2006 | Matteo Morandi      | Casati Arcore                         |
| 2007 | Enrico Pozzo        | Libertas Vercelli                     |
| 2008 | Matteo Morandi      | Casati Arcore                         |
| 2009 | Matteo Morandi      | C.S. Aeronautica Militare             |
| 2010 | Paolo Ottavi        | C.S. Aeronautica Militare             |
| 2011 | Enrico Pozzo        | C.S. Aeronautica Militare             |
| 2012 | Enrico Pozzo        | C.S. Aeronautica Militare             |
| 2013 | Ludovico Edalli     | Pro Patria Bustese                    |
| 2014 | Paolo Principi      | C.S. Aeronautica Militare             |
| 2015 | Ludovico Edalli     | C.S. Aeronautica Militare             |
| 2016 | Enrico Pozzo        | C.S. Aeronautica Militare             |
| 2017 | Mario Alquati       | Ginnastica Fanfulla                   |
| 2018 | Ludovico Edalli     | C.S. Aeronautica Militare             |
| 2019 | Ludovico Edalli     | C.S. Aeronautica Militare             |
| 2020 | Ludovico Edalli     | C.S. Aeronautica Militare             |
| 2021 | Ludovico Edalli     | C.S. Aeronautica Militare             |

| Ano  | Vencedora                 | Clube                       |
| ---- | ------------------------- | --------------------------- |
| 1937 | Ebore Canella             | Ginnastica Sestriponente    |
| 1938 | Paola Morgari             | Ginnastica Torino           |
| 1939 | Clara Bimbocci            | Busto Arsizio               |
| 1940 | Elda Cividino             | Ginnastica Triestina        |
| 1941 | Anna Maria Gelbini        | Ginnastica Etruria          |
| 1942 | Anna Maria Gelbini        | Ginnastica Etruria          |
| 1943 | Anna Maria Gelbini        | Ginnastica Etruria          |
| 1946 | Anna Maria Gelbini        | Ginnastica Etruria          |
| 1947 | Laura Micheli             | Ginnastica Triestina        |
| 1948 | Laura Micheli             | Ginnastica Triestina        |
| 1949 | Laura Micheli             | Ginnastica Triestina        |
| 1950 | Licia Macchini            | Ginnastica Fanfulla         |
| 1951 | Liliana Scaricabarozzi    | Ginnastica Fanfulla         |
| 1952 | Lidia Pitteri             | S.G. Reyer Venezia          |
| 1953 | Lidia Pitteri             | S.G. Reyer Venezia          |
| 1954 | Liliana Scaricabarozzi    | Ginnastica Fanfulla         |
| 1955 | Elisa Celsi               | Ginnastica Fanfulla         |
| 1956 | Miranda Cicognani         | Ginnastica Edera Forlì      |
| 1957 | Miranda Cicognani         | Ginnastica Edera Forlì      |
| 1958 | Miranda Cicognani         | Ginnastica Edera Forlì      |
| 1959 | Rosella Cicognani         | Ginnastica Edera Forlì      |
| 1960 | Miranda Cicognani         | Ginnastica Edera Forlì      |
| 1961 | Rosella Cicognani         | Ginnastica Edera Forlì      |
| 1962 | Miranda Cicognani         | Ginnastica Edera Forlì      |
| 1963 | Adriana Biagiotti         | Ginnastica Etruria          |
| 1964 | Gabriella Pozzuolo        | Ginnastica Andrea Doria     |
| 1965 | Adriana Biagiotti         | Ginnastica Etruria          |
| 1966 | Adriana Biagiotti         | Ginnastica Etruria          |
| 1967 | Adriana Biagiotti         | Ginnastica Etruria          |
| 1968 | Angela Alberti            | S.G. Cantoni Legnano        |
| 1969 | Angela Alberti            | S.G. Cantoni Legnano        |
| 1970 | Desy Storai               | Ginnastica Etruria          |
| 1971 | Angela Alberti            | S.G. Cantoni Legnano        |
| 1972 | Monica Stefani            | S.G. Cucirini Cantoni Lucca |
| 1973 | Gabriella Marchi          | S.G. Romeo Neri Rimini      |
| 1974 | Serenella Codato          | S.G. Reyer Venezia          |
| 1975 | Stefania Bucci            | Ginnastica Aurora           |
| 1976 | Elisabetta Masi           | S.G. Spes Mestre            |
| 1977 | Monica Valentini          | Ginnastica SEF              |
| 1978 | Monica Valentini          | Ginnastica SEF              |
| 1979 | Laura Bortolaso           | Ginnastica Umberto I        |
| 1980 | Laura Bortolaso           | Ginnastica Umberto I        |
| 1981 | Laura Bortolaso           | Ginnastica Umberto I        |
| 1982 | Laura Bortolaso           | Ginnastica Umberto I        |
| 1983 | Laura Bortolaso           | Ginnastica Umberto I        |
| 1984 | Laura Bortolaso           | Ginnastica Umberto I        |
| 1985 | Giulia Volpi              | Ginnastica Genova           |
| 1986 | Ghiselli Elena            | Libertas Novara             |
| 1987 | Giulia Volpi              | Ginnastica Genova           |
| 1988 | Giulia Volpi              | Ginnastica Genova           |
| 1989 | Roberta Kirchmayer        | Ginnastica Triestina        |
| 1990 | Roberta Kirchmayer        | Ginnastica Triestina        |
| 1991 | Giulia Volpi              | Ginnastica GAL              |
| 1992 | Giulia Volpi              | Ginnastica GAL              |
| 1993 | Veronica Servente         | Ginnastica Torino           |
| 1994 | Marianna Crisci           | Pro Novara                  |
| 1995 | Elisa Lamperti            | Ginnastica JuventusNova     |
| 1996 | Adriana Crisci            | Pro Novara                  |
| 1997 | Martina Bremini           | Ginnastica Artistica 81     |
| 1998 | Elena Olivetti            | La Fenice Roma              |
| 1999 | Martina Bremini           | Ginnastica Artistica 81     |
| 2000 | Adriana Crisci            | Pro Novara                  |
| 2001 | Ilaria Colombo            | Ginnastica GAL              |
| 2002 | Maria Teresa Gargano      | Ginnastica Flaminio         |
| 2003 | Maria Teresa Gargano      | Ginnastica Flaminio         |
| 2004 | Monica Bergamelli         | Ginnastica Brixia           |
| 2005 | Vanessa Ferrari           | Ginnastica Brixia           |
| 2006 | Vanessa Ferrari           | Ginnastica Brixia           |
| 2007 | Vanessa Ferrari           | Ginnastica Brixia           |
| 2008 | Lia Parolari              | Ginnastica Estate 83        |
| 2009 | Vanessa Ferrari           | Ginnastica Brixia           |
| 2010 | Elisabetta Preziosa       | Ginnastica GAL              |
| 2011 | Vanessa Ferrari           | C.S. Esercito               |
| 2012 | Vanessa Ferrari           | C.S. Esercito               |
| 2013 | Tea Ugrin                 | Ginnastica Artistica 81     |
| 2014 | Elisa Meneghini           | Ginnastica GAL              |
| 2015 | Tea Ugrin                 | Ginnastica Artistica 81     |
| 2016 | Vanessa Ferrari           | C.S. Esercito               |
| 2017 | Elisa Iorio               | Ginnastica Brixia           |
| 2018 | Giorgia Villa             | Ginnastica Brixia           |
| 2019 | Asia D'Amato              | Ginnastica Brixia           |
| 2020 | Asia D'AmatoGiorgia Villa | Fiamme Oro                  |
| 2021 | Giorgia Villa             | Fiamme Oro                  |